# Долана, Иржи
Иржи Долана (чеш. Jiří Dolana, 16 марта 1937, Градец-Кралове — 14 июля 2003, Чехия) —  чехословацкий хоккеист, нападающий. Бронзовый призёр Олимпийских игр 1964 года, 3-кратный призёр Чемпионатов мира.

## Биография
Иржи Долана является воспитанником клуба «Градец-Кралове». Известен по выступлениям за пардубицкую «Теслу» в чемпионате Чехословакии. В 1963 году, набрав 43 очка (27 шайб и 16 передач) стал лучшим бомбардиром чехословацкой лиги. Завершил карьеру в 1973 году, последний сезон провёл в родной команде «Градец-Кралове». После окончания карьеры 3 года был главным тренером «Градец-Кралове» (с 1973 по 1976 год), в 1976 году помог родному клубу вернуться в первую чехословацкую лигу.
С 1960 по 1966 год выступал за сборную Чехословакии. В составе сборной становился бронзовым призёром Олимпийских игр 1964 года в Инсбруке, чемпионом Европы 1961 года, а также 3 раза завоёвывал медали чемпионатов мира (1 серебряная и 2 бронзовые награды). В 1963 году стал лучшим снайпером чемпионата мира, забросив на турнире 8 шайб.
Умер 14 июля 2003 года в возрасте 66 лет. Его свитер с номером 5 висит под сводом арены в Пардубице.
Сын Либор Долана — известный хоккеист, 2-кратный бронзовый призёр чемпионатов мира.

## Достижения

### Командные
Чемпион Европы 1961
 Бронзовый призёр Олимпийских игр 1964
 Серебряный призёр чемпионата мира 1961
 Бронзовый призёр чемпионатов мира 1963 и 1964

### Личные
- Лучший бомбардир чемпионата Чехословакии 1963 (43 очка)
- Лучший снайпер чемпионата мира 1963 (8 шайб)

## Статистика
В чемпионате Чехословакии забросил 228 шайб, за сборную Чехословакии провёл 59 игр, забросил 33 шайбы.